# Campionato sudamericano di rugby 2005
Il campionato sudamericano di rugby 2005 (in spagnolo Sudamericano de Rugby 2005; in portoghese Campeonato Sul-Americano de Rugby de 2005) fu il 27º campionato continentale del Sudamerica di rugby a 15.
La sua prima divisione si tenne in Argentina dall'8 al 15 maggio 2005 fra tre squadre nazionali e fu vinto dalla rappresentativa di casa, per la ventiseiesima volta nonché quindicesima consecutiva.
La divisione "B" del torneo si tenne ad Asunción, in Paraguay, e alcuni suoi incontri fecero parte del secondo turno delle qualificazioni americane alla Coppa del Mondo 2007: il confronto tra Paraguay e Brasile, infatti, valse anche come partita del girone sudamericano per l'ammissione allo spareggio contro la seconda migliore del Nordamerica; a tale girone prese parte anche il Cile, terzo classificato del Sudamericano A precedente.
La federazione argentina inviò al torneo una selezione senza presenze ufficiali, che chiamò Provincias Argentinas; anche tale formazione, di fatto la nazionale A, vinse il torneo a punteggio pieno battendo sia Cile che Uruguay.
Il valore delle marcature, come stabilito dall’IRFB nel 1992, era: 5 punti per ciascuna meta (7 se trasformata), 3 punti per la realizzazione di ciascun calcio piazzato, idem per il drop.
Ai fini della classifica, invece, per ogni incontro erano in palio tre punti per la vittoria, due per il pareggio, uno per la sconfitta in campo e zero per la sconfitta per forfait.

## Squadre partecipanti
| Sudamericano “A”      | Sudamericano “B” |
| --------------------- | ---------------- |
| Provincias Argentinas | Brasile          |
| Cile                  | Colombia         |
| Uruguay               | Paraguay         |
|                       | Perù             |
|                       | Venezuela        |

## Sudamericano "A"

### Risultati
| Arbitro: | Santiago Slinger |

|                                                                |      |           |
| Barni Costa Repetto (2) de Chazal de Vedia Higgs tecnica Graco | mt   | del Campo |
| Correa Graco (3)                                               | tr   | Cruz      |
|                                                                | c.p. | Cruz      |

| Arbitro: | Daniel Jabase |

|                        |      |                                          |
| Llorens Tocigi Zolezzi | mt   | Álvarez Baldassari Conti Delgado Pereira |
| Cruz (2)               | tr   | Dugonjic (2) Pereira                     |
| Cruz (2)               | c.p. | Dugonjic                                 |

| Arbitro: | Jaime Vial |

|                                                     |      |                        |
| Higgs 10’, 29’ Galindo 15’ Fessia 39’ Berberian 54’ | mt   | 22’ Peirou 75’ Álvarez |
| Graco 39’                                           | tr   | 22’ Dugonjic           |
|                                                     | c.p. | 7’, 13’, 40’ Dugonjic  |

### Classifica
| Pos | Squadra               | G | V | N | P | PF | PS | DP  | BMP | Pt |
| --- | --------------------- | - | - | - | - | -- | -- | --- | --- | -- |
| 1   | Provincias Argentinas | 2 | 2 | 0 | 0 | 75 | 34 | +41 | 0   | 8  |
| 2   | Uruguay               | 2 | 1 | 0 | 1 | 55 | 52 | +3  | 0   | 4  |
| 3   | Cile                  | 2 | 0 | 0 | 2 | 38 | 82 | −44 | 0   | 0  |

## Sudamericano "B"

### Risultati
| Data      | Incontro             | Risultato | Sede     |
| --------- | -------------------- | --------- | -------- |
| 23-9-2005 | Brasile ― Perù       | 38-14     | Asunción |
| 23-9-2005 | Paraguay ― Colombia  | 82-8      | Asunción |
| 25-9-2005 | Brasile ― Venezuela  | 20-12     | Asunción |
| 25-9-2005 | Paraguay ― Perù      | 70-3      | Asunción |
| 28-9-2005 | Perù ― Colombia      | 17-16     | Asunción |
| 28-9-2005 | Paraguay ― Venezuela | 92-7      | Asunción |
| 30-9-2005 | Perù ― Venezuela     | 20-19     | Asunción |
| 30-9-2005 | Brasile ― Colombia   | 64-0      | Asunción |
| 2-10-2005 | Paraguay ― Brasile   | 45-8      | Asunción |
| 2-10-2005 | Colombia ― Venezuela | 24-7      | Asunción |

### Classifica
|  | Classifica | G | V | N | P | PF  | PS  | P±   | PT |
|  | ---------- | - | - | - | - | --- | --- | ---- | -- |
|  | Paraguay   | 4 | 4 | 0 | 0 | 289 | 26  | +263 | 12 |
|  | Brasile    | 4 | 3 | 0 | 1 | 130 | 71  | +59  | 10 |
|  | Perù       | 4 | 2 | 0 | 2 | 54  | 143 | -89  | 8  |
|  | Colombia   | 4 | 1 | 0 | 3 | 48  | 170 | -122 | 6  |
|  | Venezuela  | 4 | 0 | 0 | 4 | 45  | 156 | -111 | 4  |